# Revolución Campesina Donghak
La Revolución Campesina Donghak (동학 농민 혁명; 東 學 農民 革命; donghak nongmin hyeonmyeong), también conocida como el Movimiento Campesino Donghak (동학 농민 운동; 東 學 農民 運動; donghak nongmin undong), Rebelión Donghak y una variedad de otros nombres, fue una rebelión armada en Corea encabezada por campesinos y seguidores de la religión Donghak, una religión panenteísta vista por muchos rebeldes como una ideología política.
En 1894, el magistrado de Gobu, Jo Byeonggap, había creado varias leyes opresivas y obligado a los campesinos a construir embalses y establecerse en tierras sin dueño para enriquecerse con impuestos y multas. En marzo, los campesinos enojados se aliaron bajo Jeon Bongjun y Kim Gaenam, comenzando la revuelta de Gobu. Sin embargo, la revuelta de Gobu fue reprimida por Yi Yongtae, y Jeon Bongjun huyó a Taein. En abril, Jeon reunió un ejército en Mount Baek y recapturó a Gobu. Luego, los rebeldes procedieron a derrotar a las fuerzas gubernamentales en el paso de Hwangto y el río Hwangryong. Jeon luego capturó la Fortaleza de Jeonju y luchó en un asedio con las fuerzas Joseon de Hong Gyehun. En mayo, sin embargo, los rebeldes firmaron una tregua con las fuerzas gubernamentales y crearon agencias llamadas Jibgangso que se ocupaban de los asuntos en las zonas controladas por los rebeldes. Esta paz algo inestable continuó durante todo el verano.
El gobierno asustado pidió ayuda a la Dinastía Qing y envió más de dos mil setecientos soldados a Corea. Japón, enojado porque el gobierno de Qing no había informado a Japón (como se prometió en la Convención de Tientsin), inició la primera guerra sino-japonesa. La guerra resultó en la expulsión de la influencia china en Corea y también marcó el fin del Movimiento de autofortalecimiento en la propia China.
El creciente dominio japonés en la península de Corea había causado ansiedad entre los rebeldes. De septiembre a octubre, los líderes del Sur y del Norte negociaron los planes para el futuro en Samrye. El 12 de octubre, se formó un ejército de coalición de Jeobs del norte y del sur, y el ejército, que ascendía a 25 000 ~ 200 000 (los registros difieren), atacó Gongju. Después de varias batallas, el ejército rebelde fue derrotado decisivamente en la Batalla de Ugeumchi, y los rebeldes fueron nuevamente derrotados en la Batalla de Taein. La hostilidad continuó hasta bien entrada la primavera de 1895. Los líderes rebeldes fueron capturados en varios lugares de la región de Honam y la mayoría fueron ejecutados en un ahorcamiento masivo en marzo.

## Trasfondo
La sociedad coreana del siglo XIX era extremadamente inestable debido a una gran cantidad de rebeliones. La serie de revueltas comenzó con la Guerra Campesina de Gwanseo y terminó efectivamente con la Revolución Campesina Donghak.. La primera gran revuelta fue la Guerra Campesina de Gwanseo (1811-1812). El líder rebelde Hong Gyeongnae se preparó para la rebelión desde 1801. En septiembre de 1811, Hong Gyeongnae había reunido un ejército en la isla Chudo, reuniendo el apoyo de los ricos terratenientes. Otra revuelta a gran escala fue la Revuelta Campesina de Imsul (1862), en la que 71 pueblos se rebelaron simultáneamente. El gobierno a menudo gravaba a las personas fallecidas o los bebés, aunque solo los mayores de quince años eran legalmente elegibles para pagar impuestos. Además, la mayor parte del resto se entregó al propietario. La revuelta comenzó el 10 de febrero de Jinju. La gente de Jinju capturó al magistrado Baek Nakshin y quemó a los propietarios Jeong Namseong, Seong Buin y Choe Jinsa en la hoguera. Sus hijos también fueron asesinados mientras intentaban salvar a sus padres. Las revueltas pronto se extendieron por la mayor parte de Corea del Sur y continuaron hasta enero de 1863. La gente de Gwangju incluso cabalgó hasta Seúl. Las revueltas fueron más severas en la provincia de Jeolla, el sitio posterior de la Revolución Donghak, en la que 38 de 54 ciudades se rebelaron activamente.

### El Donghak
Choe Je-u (1824-1864) está en el origen de la ideología de Donghak, conocimiento oriental. Formulado en abril de 1860, tiene como objetivo ayudar a los agricultores que sufren de pobreza y restaurar la cohesión social y la estabilidad política. El Donghak incluyó elementos extraídos del confucianismo y el budismo y también incluyó la idea de un Dios que reside en el cielo. Era una religión tanto como una ideología política. Claramente nacionalista, su retórica apuntaba a excluir las influencias extranjeras. Choe creía que el mejor método para contrarrestar estas influencias era iniciar reformas democráticas y mejorar los derechos de la gente.
Los temas principales del Donghak fueron musicalizados para que los campesinos pudieran recordarlos y aceptarlos más fácilmente. El nacionalismo y las reformas sociales han forjado así un vínculo entre las rebeliones campesinas y Donghak. Este último, un movimiento bien organizado, se está extendiendo por toda Corea.

### La situación internacional
La Dinastía Joseon de Corea había sido un estado tributario de la Dinastía Qing de China desde la segunda invasión manchú en 1637. Aparte de esta relación, Corea siguió una política aislacionista y fue apodada el Reino Ermitaño en el siglo XIX. Después de una serie de ataques rusos, franceses, estadounidenses y japoneses, Corea se vio obligada a abrirse al mundo exterior por el Tratado de Ganghwa en 1876. Desde entonces, los extranjeros se establecieron en Seúl. En particular, el Imperio de Japón está aumentando rápidamente su influencia. Ya en 1884, después del Golpe de Estado Gapsin, China y Japón lucharon abiertamente para asegurar su influencia sobre Corea. Las negociaciones finalmente conducen a la firma del Tratado de Tientsin, que convierte a Corea en una especie de co-protectorado de China y Japón.

## La revuelta
Choe Si-hyeong (최시형, 1827-1898) fue el sucesor de Choe Je-u y el segundo patriarca. Desde el inicio de la represión en 1864, había sabido organizar una red de iglesias clandestinas. En 1886, un tratado con Francia puso fin a la persecución gubernamental de los católicos. Sin embargo, este tratado no se aplicó a los seguidores de Donghak y todavía no podían practicar su religión abiertamente.

### La primera rebelión
En 1892, miles de seguidores se manifestaron para exigir la rehabilitación de Choe Je-u y el reconocimiento de su organización primero en las provincias del sur, Jeolla y Chungcheong, luego en Seúl. Primero dispersado por la fuerza, no fue hasta el año siguiente, después de una reunión de 20 000 personas en Boeun (Chungcheong), que el gobierno dejó de perseguir a los simpatizantes de este movimiento. Luego, mientras el líder Choe Si-hyeong rechaza el enfrentamiento, la facción del sur quiere, no obstante, iniciar la revolución. Jeon Bong-jun, así como Kim Gae-nam y Son Hwa-jung serán los líderes.
El primer levantamiento real ocurrió el 15 de febrero de 1894 en la batalla de Gobu (Jeongeup). Es más directamente causado por un conflicto entre los agricultores locales y el gobernador de la región, Cho Byeong-gap. El símbolo de estas disputas fue la construcción de un nuevo embalse (Manseokbo) para riego que sirvió de pretexto para la recaudación de un alto impuesto al agua. Sin embargo, como la cosecha de 1893 fue mala, los agricultores exigieron una reducción de estos impuestos. Esta solicitud no tiene éxito y solo conduce al arresto de los líderes. Así que en este mes de enero de 1894, los campesinos liderados por Jeon Bong-Jun, el jefe de la parroquia, toman el control del centro administrativo y la prisión, destruyen el nuevo depósito y redistribuyen las reservas de grano. La situación es favorable para los campesinos hasta marzo, cuando las tropas gubernamentales lideradas por Lee Yong-tae recuperan el control de la región.
Los rebeldes son capturados o asesinados, las aldeas quemadas y las propiedades confiscadas. Sin embargo, esta feroz represión solo enciende la ira de los campesinos. En abril, Jeon Bong-jun organiza la extensión del movimiento con agricultores de otras ciudades. Por tanto, es asistido por Son Hwa-jung y Kim Gae-nam. Definen sus objetivos en cuatro puntos: "no matar a los campesinos ni tomar sus propiedades", "proteger los derechos de los campesinos", "expulsar a los japoneses y occidentales y purificar nuestro país", "marchar sobre Seúl y limpiar el gobierno" . Enfrente, las tropas gubernamentales están desmoralizadas y socavadas por las deserciones. Así, el 11 de mayo, fueron los campesinos mal armados quienes obtuvieron su primera gran victoria en Hwangtojae. Esto les permite tomar el control de Jeongeup el 11, de Heungdeok y Gochang el 12, de Mujang el 13 y de Yeonggwang el 16. El 27 de mayo, la batalla de Jangseong les permite tomar el control de Jeonju, la capital de Jeolla, el 31 de mayo.
A principios de junio, cuando los rebeldes se acercaron a Seúl, el gobierno pidió ayuda a China. En pocos días llegan más de 2.000 soldados chinos. Inmediatamente, preocupado por su influencia en Corea, el gobierno japonés envió 4000 soldados a Incheon a pesar de las protestas de los chinos y coreanos. Al mismo tiempo, se firmó un acuerdo con los insurgentes que deponían las armas el 11 de junio. Los Donghaks obtienen el derecho a establecer una dirección local en cada distrito e intentar implementar un programa de reforma.

### La segunda rebelión
La calma ha vuelto a Corea. Sin embargo, las relaciones siguen siendo muy tensas entre China y Japón, sin que ninguno quiera dimitir primero y cada uno quiera salvaguardar sus intereses. El 26 de junio Japón pidió al Rey de Corea que llevara a cabo una serie de reformas, pero este se negó y siguió solicitando la retirada de tropas. Sin perspectivas de llegar a un acuerdo, Japón envía toda su armada y tropas adicionales. El 23 de julio entraron en Seúl e instalaron un nuevo gobierno pro japonés que derogó los tratados de alianza con China: estalló la Primera guerra sino-japonesa.
Como resultado, los campesinos de Donghak se levantaron por segunda vez para obligar a los japoneses a salir del país. En octubre, lanzaron una gran ofensiva que culminó en la batalla de Ugeumchi en Gongju y que duró del 22 de octubre al 10 de noviembre de 1894. Mucho menos armados que las tropas japonesas, sufrieron grandes pérdidas. En Hwanghae, los luchadores liderados por el joven Kim Gu que se convertirá en una de las grandes figuras de la resistencia toman el control de Haeju. En diciembre, el sur todavía estaba en manos de los insurgentes porque los japoneses los utilizaron como medio de presión sobre el gobierno para que aceptaran sus reformas. Por otro lado, los rebeldes habiendo pasado a la guerrilla, se dificulta la represión. Jeon Bong-jun finalmente es traicionado por su familia, capturado el 28 de diciembre. luego ejecutado en marzo de 1895. Después de esta fecha, la resistencia abandonó la lucha. Choe Si-hyeong logró esconderse durante cuatro años antes de ser finalmente ejecutado en 1898.